# OCMA
OCMA is een historisch Italiaans merk van motorfietsen.
De bedrijfsnaam was O.C.M.A.-Devil S.p.A, Bergamo.
Onder deze merknaam verkocht men dezelfde machines die ook onder de naam Devil gebouwd werden. Het hoofdkantoor stond in Milaan (Devil Moto, Milano), maar de fabriek in Bergamo. De merknaam "OCMA" werd gebruikt van 1953 tot 1957.